# Укрощение бесконечности. История математики от первых чисел до теории хаоса
«Укрощение бесконечности. История математики от первых чисел до теории хаоса» (англ. Taming the infinite: The story of Mathematics from the first numbers to chaos theory) — научно-популярная книга Иэна Стюарта изданная в 2009 году на английском языке в издательстве Hodder & Stoughton, посвящена вопросам математики. На русский язык была переведена и издана в 2019 году.

## Содержание
Автор книги профессор Ян Стюарт, известный популяризатор математики, обладатель ряда наград за содействие пониманию общественностью науки, включая Премию Майкла Фарадея Королевского общества и Золотую медаль Института математики. Является автором более 20 научно-популярных и математических книг, включая такие работы как «Играет ли Бог в кости?», «Числа природы» (вошла в шорт-лист премии Rhone-Poulenc 1996 года), «Другой секрет жизни» и «Флатерландия», которая вошла в список 20 лучших бестселлеров в США.
Иэн Стюарт является консультантом по математике журнала New Scientist, а также консультантом энциклопедии Britannica. С 1990 по 2001 год он вел колонку «Математические развлечения» в журнале Scientific American. Является исследователем, опубликовавшим более 160 работ, работает профессором математики в Уорикском университете, где является директором Центра математического просвещения. В 2001 году он был избран членом Лондонского королевского общества.
В своей книге он представляет своё видение истории математики от древнего Вавилона до последних нерешённых проблем. По ходу повествования автор объясняет каждое крупное событие — от первых систем счисления до теории хаоса — и рассматривает, как каждое из них повлияло на общество и изменило повседневную жизнь обычных людей и целых государств.
Математика не появилась сразу в готовом виде. Она возникала постепенно, усилиями тысяч людей из разных культур, говоривших на многих языках. Ее постулаты, актуальные и по сей день, насчитывают более 4000 лет. Многие человеческие открытия оказались недолговечными. Так, инженерное решение относительно дизайна колес было очень важным в Египте времен Нового царства, но сейчас мало кто назовет его прорывным. Математика же никогда не теряла своего значения. Едва успев оформиться, очередное ее открытие становилось необходимым для каждого и начинало жить своей жизнью.
Важные математические идеи редко выходили из моды, хотя применять их можно было по-разному. Способы решения уравнений, открытые еще вавилонянами, используются до сих пор. Да, человечество отказалось от их символов, но отрицать историческую связь нельзя. Львиная доля основ математики, преподаваемых в школе, насчитывает не меньше 200 лет. Однако, несмотря на внешнюю консервативность, математика шла вперед. Согласно мнению автора, в наши дни за неделю делается столько же математических открытий, сколько вавилонянам удавалось совершить за 2000 лет.
Сохраняя индивидуальный подход, он знакомит читателей с некоторыми выдающимися математиками, от ключевых вавилонян, греков и египтян, через Ньютона и Декарта, до Ферма, Бэббиджа и Гёделя, и объясняет ключевые понятия математики стараясь не прибегать к сложным формулам. Книга содержит более 100 иллюстраций и диаграмм, которые помогают понять предмет, который сделал мир людей таким, какой он есть сегодня.
Главы книги разделены на небольшие подглавы; каждая глава начинается с базовой идеи, а к концу вы отражает уже сложные аспекты темы. Книга адаптированна для тех читателей, которые уже имеют базовые представления о некоторых математических понятиях, таких как дифференцирование, полиномы, вероятности, геометрия, дифференциальные уравнения, абстрактная алгебра или топология.
Автор рассказывает о ряде сложных теоремах простым и понятным языком. Кроме того, в книге есть много интересных приложений математики в различных аспектах жизни нашего общества.
По мнению автора, математика лежит в основе почти всех аспектов человеческой жизни, хороших или плохих, от телевидения и медицинских сканеров до управляемых ракет, и все же мало кто из людей может понять соответствующие вычисления. Математика оказывает огромное влияние на человеческую культуру, но ее историей слишком часто пренебрегают.